# Без шансов
«Без шансов» — песня, записанная российской исполнительницей Земфирой. Написанная самой Земфирой, композиция была выпущена как сингл артистки 15 апреля 2011 года и позднее в изменённой аранжировке вошла в её шестой студийный альбом «Жить в твоей голове» (2013). По звучанию песня является минималистской рок-композицией с элементами электроники, построенной на риффе, исполненном на электро-акустической гитаре.
Исполнительница спродюсировала «Без шансов» в сотрудничестве с Андреем Самсоновым, с которым работала над её альбомом «Четырнадцать недель тишины» (2002). Также к работе над композицией был привлечён инди-музыкант Mujuice. Несмотря на то что первоначально песня получила неоднозначные отзывы в интернете, позже она была в основном положительно оценена профессиональными музыкальными критиками.
Песня вошла в список лучших песен 2011 года, по версии журнала «Афиша» и была номинирована в трёх категориях («Песня», «Музыка» и «Поэзия») на пятой церемонии вручения премий «Чартовой дюжины. Топ 13». В итоге «Без шансов» получила награду в категории «Музыка», а Земфира — признана лучшей солисткой года.

## Предыстория и релиз
Летом 2010 года Земфира вышла из «творческого отпуска», продлившегося три года. Первоначально состоялся релиз переиздания первых трёх студийных альбомов певицы. Позже Земфира отправилась в мини-тур, в ходе которого состоялись несколько аншлаговых концертов и выступление на фестивале «Новая Волна». Далее Земфира объявила, что собирается выпустить новый альбом весной 2011 года, однако позже, в январе певица, поздравив поклонников с Новым годом, объявила, что релиз альбома откладывается на осень 2011 года. «Альбома весной не будет — не успеваю записать. Буду надеяться на осень и ваше терпение», — уточняла Земфира на своём сайте.
15 апреля 2011 года на официальном сайте Земфиры, для свободного скачивания была выложена композиция «Без шансов». Игорь Ильин из «Zvuki.ru» писал относительно релиза: «Логично предположить, что „Без шансов“ — пилотный трек с обещанного альбома». В тот же день композиция была представлена в эфире «Нашего радио».
1 июня на сайте Земфиры было объявлено о проведении конкурса кавер-версий композиции. Суть конкурса в том, что желающие скачивают песню и обрабатывают её по собственному усмотрению и после выкладывают на специально созданном сайте «bez-shansov.ru». «Никаких ограничений, никаких проигравших и победивших, только творчество. Делаешь свою версию, размещаешь на сайте, улыбаешься и машешь)
и осень наступит скорее», — писала на своём сайте певица, приурочив конкурс к выпуску нового альбома.

## Музыка и текст песни
«Без шансов» — это минималистская рок-композиция. По звучанию песня продолжает традиции последнего студийного альбома Земфиры «Спасибо», вышедшего в 2007 году. Борис Барабанов писал, что в песне нет привычных для слуха аккордов, которые должны сразу понравиться. Основу песни, напротив, составляет «сухой гитарный бой и голос», а также гитарный рифф, исполненный на акустической гитаре и отсылающий к произведениям The Rolling Stones и Led Zeppelin. В «Афише» нашли схожесть в звучании песни со стилем группы Radiohead, при этом было отмечено, что в песне «рваный» темп, а припевы были описаны, как «припевы-выстрелы». В целом песня получилась короткой и звучит чуть более двух минут, но при этом припев в композиции повторяется не менее десяти раз. В блоге радиопередачи «Мифологии» отмечали, что в песне звучит «надломленный, но вполне маршевый ритм», а «сырые» риффы отсылают к первой песне «Небомореоблака» из альбома «Вендетта» 2005 года. В целом, песня была описана, как «сырая, роковая» композиция, а также отмечен «предельный минимализм» аранжировок.
Вокал Земфиры в песне исполнен с надрывными интонациями. Борис Барабанов отмечал: «Земфира — перфекционист, каждая песня переделывается и доводится в студии по многу раз, и если у слушателя возникло впечатление, что она надрывается, почти срывает голос, значит, так и должно быть». Дмитрий Веснин из Bigecho.ru отмечал, что по структуре песня отличается от ранних песен Земфиры: «Раньше в самых личных композициях певицы припевы отсутствовали как таковые — драматическое повествование в них абсолютно не нуждалось. Тут же на лицо разрыв шаблона — самая личная вещь спета срывающимся голосом и разбавленная монотонностью „не возвращайся никогда“». Текст песни был описан, как «вполне типичная роковая любовная неурядица, живо, однако, спетая. Строчка „безотносительно-именно-к-вам…“ — прямо-таки лингвистический ребус, заставляющий реанимировать в сознании школьные правила согласования слов по падежам».

## Реакция критики
После релиза песня получила неоднозначные отзывы, «от восторженных до резких». В июне 2011 года песня заняла первое место в «Экспертном чарте» портала RedStarMusic.ru, который составляется на основе оценок ведущих музыкальных журналистов, критиков и программных директоров радиостанций России. Борис Барабанов из газеты «Коммерсантъ» писал, что «Земфира по-прежнему умудряется оставаться на переднем крае по части написания запоминающихся шлягеров и одновременно искать свой, неповторимый и не похожий ни на что предыдущее звук». По его мнению, в песне звучит уникальный для российской музыки рифф. Журналист отмечал: «Земфира, вероятно, единственный наш музыкант, который способен выразить мысль, используя простой гитарный рифф, совсем как The Rolling Stones или Led Zeppelin. Наш человек привык, что шлягер — это обязательно текучее мелодическое масло, это нечто, что можно сразу напеть в душе или за рулём. У Земфиры полно таких номеров. А здесь Земфира оттолкнулась от совершенно иной традиции… Но только признайтесь теперь: неужели на следующее утро после того, как вы услышали „Без шансов“, песня не держала вас мёртвой хваткой?». На сайте журнала «Афиша» положительно описали композицию. «…песня как-то странно устроена в хронологическом смысле: всего каких-то две с половиной минуты, при этом — целый спектакль; кажется, что номер длинный, большой, чисто с драматургической точки зрения. Ещё — внезапная цитата из Лагутенко; может быть, конечно, и неосознанная, но очень вряд ли — звук ведь тоже в каком-то смысле к „Забавам“ реферирует», — отмечали в издании.
Андрей Никитин и Дмитрий Демидов из Time Out дали смешанную оценку песне. «Работа… …получилась неоднозначной. Даже, несмотря на то, что премьера песни уже состоялась на радио, по звучанию „Без шансов“ напоминает скорее черновик», — отметили журналисты. Гуру Кен дал положительную оценку песни. Он пишет, что «настрой Земфиры на малобюджетный поп-минимализм сохранился. Зато у песни нереально привязчивый припев, и его Земфира повторяет сто тысяч раз, — песня гарантированно станет хитом». На сайте Joymusic.ru описали трек, как «весенний, эмоциональный — именно то, чего хочется в это время года». «Песня истеричная, ритмичная, словно акустической гитарой бьют прямо по голове, хлёсткая и обжигающая, „как выстрелом в упор, прямо между глаз“… редкий случай, когда рефрен идеально вписывается в конструкцию песни. Великолепный старт после долгого отпуска», — писали о композиции в Male Report.
По просьбе сайта Apelzin.ru, Кирилл 14ws, известный поклонникам певицы, написал специальную рецензию на песню:

«Без шансов» — это тот тип песен, которыми певица всегда «открывала» альбомы. Так, первыми ласточками «новой» Земфиры в своё время стал «Трафик», затем «Прогулка», а недооцененный до сих пор «Спасибо» начался для поклонников с песен, воспринятых очень неоднозначно: «Мальчик» и «Воскресенье». Правда, с оценками альбома по одному синглу всегда была спешка. Ведь после дископоповой «Прогулки» появился, простите за тавтологию, блюзовый «Блюз». А после «Песни про дни недели» — безумно красивая и романтичная «Мы разбиваемся». Так называемые медляки, с которыми Земфира всегда попадала в точку… …Пока же мы можем с уверенностью сказать одно: «Без шансов» — отличная песня-боевик (как «В метро» или «Небомореоблака»), которая очень хорошо будет воспринята на концертах. А некий скепсис со стороны интернет-обитателей напоминает ситуацию из 99-года. Когда первой песней никому неизвестной Земфиры стал «СПИД», многие критики уверенно говорили о молодой певице: «У неё нет шансов». Сегодня Земфира решает сама, кто имеет шансы, а кто остаётся без.— Кирилл 14ws
Кристина Худенко из латвийского сайта Subbota.com, описывая лирику песни, отметила, что «простые слова с прямолинейностью лазерного оружия высверливают дырку в мозгу и вживляются в серое вещество — с такой начинкой все меньше хочется зажигать и смеяться, зато все безнадёжнее засасывает в тяжкие раздумья». Константин Баканов из издания «Собеседник» также посчитал, что «слушая последние творения госпожи Рамазановой, как, впрочем, и господина Шнурова, всё меньше хочется зажигать и смеяться, ни о чём не думая и всё больше погружаться в тяжкие помыслы: что же хотел сказать этим маэстро». В целом автор отметил: «…в студии новую простенькую песенку Земфира неплохо музыкально украсила. Однако в целом, если не придумается ничего другого, эдакого нервно-паралитического в стиле первых двух альбомов, новая пластинка имеет шансы „пролететь“ так же, как и экспериментальный альбом „Спасибо“. Без шансов и без вариантов». Оксана Мелентьева из Trll.ru писала, что «композиция акустичная. Напористая, добротная, с вызовом и цепкими фразами. „Без вариантов“ достойный трек, даже для почти четырёхлетнего „молчания“…».
Украинская писательница и поэт Божена Костромская, специально для издания «Kava», написала свою рецензию на песню, при этом ей были раскритикованы как слова, так и музыка песни: «С ужасом смотрю в будущее, ведь если весь альбом будет подобным, без смысла и сложной гармонии, а ведь понятно, что человек пишет о том, что его волнует, болит, жжёт или забирает… Неужели Земфиру волнует так званая „пустая пустота“?! И монотонное, лишённое жизни: „с чистого листа — в дикие места — досчитай до ста — доживи до ста…“. Мне, как поэту — больно». В целом Божена пишет, что «феномен Земфиры уже никуда не денется. Только вот вопрос: зачем опускать свои планки до минимума, к чему эта сухость и искусственность. Ведь гораздо интересней завоёвывать любовь слушателя каждый раз, как в первый, снова и снова, с каждой новой песней, с каждым альбомом. Чтобы Земфира становилась Земфирой, скажем так, перерождалась и забирала сердца в плен своего таланта».
На портале «Лабрис» песню описали положительно, при этом отметив, что в «„Без шансов“ обнаруживают кого угодно, от Цоя до Йорка и обратно. Редакция „Лабриса“, не претендуя на археологичность, считает, что по хлёсткой простоте „Без шансов“ даже и Цоя оставляет далеко позади, приближаясь к таким шедеврам, как „Обниму жену, напою коня“». Дмитрий Веснин из Bigecho.ru писал, что песня вышла «резкая, предельно сжатая в повествовании» и что она «просто не могла быть написана тем же человеком, который подписывается „Ваша Певица“ и ставит на плакатах размашистое „спасибо“». Автор пишет, что «Без шансов» является примером «личной» песни на русском языке и сравнивает песню с новой работой PJ Harvey, конкретно — с треком «The Words That Maketh Murder». «Как народная певица России, Земфира могла пойти со своими проблемами в ООН, но предпочла пойти к микрофону. На выходе — эмоциональная скороговорка настоящей актрисы, которая подаёт „дождь и пустота, пустая пустота“ так, что это не вызывает скептической улыбки. Вот она — личная и абстрактная песня на русском языке», — уточняет рецензент.
В блоге радиопередачи «Мифологии» писали:

Бешеная энергичность, абсолютное попадание во время плюс «безудержный голос и западный звук» — именно такое определение Земфира получила на страницах книги Парфёнова «Намедни. Наша эра». Почему-то в этот раз, в этой сырой, роковой песне слушатели этого не уловили […] Земфира часто уходит в так называемый «творческий отпуск». За это время публика успевает изрядно соскучиться […] Сейчас, долгое затишье, разбавленное неоднозначной песней, может дать весьма оригинальный результат. «Без шансов» — первая новая работа после феерического альбома «Спасибо», то есть спустя четыре года. Нарастающее напряженное внимание, обусловленное долгим отсутствием, ждёт пронзительных песен, отражающих лирические переживания представителя поколения. И если публика их не получит, то в гипотетической новой книге гипотетического Парфёнова может и на найтись места для новых работ музыканта Земфиры. Обсуждение «Без шансов» — наглядный пример того, как тяжело бывает оценить художественное произведение как таковое, не оглядываясь на символический статус артиста.— Блог радиопередачи «Мифологии»
После выступления Земфиры на «Максидроме», Денис Ступников из «KM.ru» писал: «Единственная обнародованная новая песня „Без шансов“ поражает сочетанием вокала на разрыв аорты с нарочито скупой аранжировкой. Уже становится понятно, что джазовых и оркестровых „фишек“ а-ля „Спасибо“ от новой Земфиры ждать уже не приходится — это единственная пластинка Земфиры, с которой не было сыграно ни одной песни на сете „Максидрома“. Скорее всего, в новом альбоме певица продолжит экспериментировать с вокалом, а инструментовку песен сведёт к жизненно необходимому минимуму».
В декабре 2011 журнал «Афиша» включил композицию в свой редакционный список главных песен года. Сайт Apelzin.ru внёс «Без шансов» в свой редакционный список «100 лучших песен 2011 года», поместив её на 56 место. Песня была номинирована в трёх категориях, — «Музыка», «Песня» и «Поэзия», — на пятой церемонии «Чартова дюжина. Топ 13». В итоге песня получила награду в категории «Музыка».

## Исполнение
16 апреля в городе Казани прошёл трибьют, посвящённый Земфире, на котором выступали группы «Мураками» и «Yak Vorodis», исполняя песни певицы. Также на трибьюте уже звучала новая песня «Без шансов», хотя была выпущена за день до концерта. Как писали в «АиФ. Казань»: «Помимо живой музыки на вечеринке играли миксы на песни Земфиры, а также концертные записи певицы. Но самой большой популярностью на танцполе пользовалась новая песня Земфиры — „Без шансов“, которую по просьбе поклонников ставили несколько раз подряд. Премьера нового сингла Земфиры состоялась всего за сутки до трибьюта. Однако практически все присутствующие знали текст нового хита наизусть».
10 мая певица сообщила через свой сайт, что собирается выступить на фестивале «Максидром 2011», 28 мая 2011, и на «премии Муз-ТВ» в СК «Олимпийский», 3 июня 2011. На сайте Zvuki.ru писали относительно будущих выступлений: «Для обоих фестивалей заполучить ушедшую в глухое подполье рок-звезду — редкая удача: известно, что в настоящий момент Земфира записывает новый альбом, и публика будет валом валить, чтобы своими глазами увидеть исполнение песни „Без шансов“… А самой Земфире, похоже, просто не хочется заморачиваться со сложной сценографией, большой программой и масштабным шоу. Всё это здорово отвлекает от работы над записью, которая в этот раз идёт куда более медленно и вдумчиво. И пусть нелюбовь Земфиры к фестивалям общеизвестна — свою публику она ценит по-прежнему».

### Выступление на «Максидроме»
28 мая Земфира выступила на «Максидроме», где впервые исполнила композицию. Сет исполнительницы состоял из 10 песен, в который так же вошли «Ромашки», «ПММЛ», «Небомореоблака», «Ощущения», «Антананариву», «Австралия», «Прогулка» и цоевская «Попробуй спеть вместе со мной». Владимир Басков из Zvuki.ru писал, что певица «почти шаманила во время исполнения „Без шансов“, „Небомореоблака“ и „Попробуй спеть вместе со мной“». По мнению Гуру Кена, Земфира переделала все песни «под электроклэш». При этом он отмечал, что певица «снова поставила над своими поклонниками опыт. Соскучились по задорным „Ромашкам“? Получайте „Ромашки“ — но суровые, мрачные, подозрительные. Ждёте нежной лиричности „ПММЛ“? Получайте „ПММЛ“ — но отчаянно-жёсткую, хлёсткую, мизантропическую». Но тем не менее, журналист посчитал, что Земфира «оказалась самой живой и нервной».
Сет начался с исполнения «Без шансов». Ярослав Забалуев в «ГазетеРу» писал, что Земфира сначала поприветствовала слушателей: «„Добрый вечер… То есть добрый день!“ — осеклась певица и запела недавно презентованную на радио новинку». Алла Жидкова из «Московского комсомольца» отметила, что певица «звучала… …по-боевому, но с романтическим акустическим настроем, даже с флейтой, напоминающей игру Дяди Миши из группы „ДДТ“ в лучшие её времена». Денис Ступников из KM.ru, описывая выступление, писал, что «такого стилистического и эмоционального разброса трудно припомнить у кого-либо из наших музыкантов. Беззаботные „Ромашки“ теперь играются в недружелюбном параноидальном варианте. „Антананариву“ — настоящий грандж-отвяз с „нирваноподобными“ гитарными рифами, надрывным саксофоном Олега Остапчука и бешеными скачками Земфиры по сцене… „Небомореоблака“ решена в минималистичной аранжировке с преобладанием клавиш. „Прогулка“ все такая же заводная — только стала ещё злее».
В целом, Земфира выступила в «минималистическом» духе, с присутствием баса, гитары, клавишных, драм-машины и редких «живых» ударных. Ярослав Забалуев также посчитал, что «если в прошлой инкарнации источником её [Земфиры] вдохновения служила ранняя Пугачёва, то теперь, судя по набору инструментов, дизайнерской майке и большим чёрным очкам, артистка строит имидж по Элисон Моссхарт — вокалистке The Kills и The Dead Weather, которую за взрывной нрав и мощный голос временами прочат в новые Дженис Джоплин».

### Выступление на премии Муз-ТВ
На сайте Муз-ТВ было объявлено, что Земфира исполнит песню во время выступления на премии. Арман Давлетяров, директор премии и музыкальный директор Муз-ТВ, рассказал в интервью Toppop.ru, что Земфира будет хедлайнером церемонии и почему именно её решили пригласить на премию. «Впервые в истории Премии закрывать её будет российский исполнитель. Уже стало традицией, что в конце шоу на сцену выходит западный артист и красиво завершает церемонию. Но мы всё-таки национальный канал о популярной культуре, вот почему мы решили доверить эту роль отечественной звезде. Земфира — одна из немногих, кто достоин это сделать. Кроме того, именно её несколько лет подряд ждали и просили наши зрители, более взрослая часть аудитории. Земфира — нечастый гость на концертных площадках, но, к счастью, нам удалось с ней договориться», — рассказал Давлетяров.
Выступление получило позитивные отзывы от критиков. Гуру Кен писал, что «шершавый сет на „Максидроме“ пошёл ей [Земфире] явно на пользу — она учла все ошибки, ощутила стадионный нерв и … стала гораздо спокойнее. Тут-то все и получилось. Когда Земфира сжимает свою энергию внутри (а не суетится), получается мощнейший посыл. Особенно заметно это по заключительной песне Цоя „Спой вместе со мной“ — больше никакого мальчишеского вызова соперникам и соперницам, только сила, уверенность и дребезжание чайных ложек перед всесокрушающим смерчем. Это было спето так, как поют исключительно большие артисты». Борис Барабанов в газете «Коммерсантъ» писал, что певица улыбалась, наслаждалась музыкой и новыми аранжировками песен. «На „Максидроме“ была вроде бы её публика, но не повезло со звуком, на премии „Муз-ТВ“ техника была в порядке, но подкачали зрители. Осталось теперь дождаться, чтобы всё просто совпало», — отмечал автор.

### Выступление на «Пикнике Афиши»
Земфира выступила в качестве хэд-лайнера на «Пикнике Афиши» 23 июля 2011 года. Выступление состоялось на главной сцене, начавшись в 20:50 по московскому времени. Сет-лист, как и во время предыдущих выступлений открыла песня «Без шансов». Всего было исполнено пятнадцать композиций. Также на концерте была исполнена новая композиция «Деньги». Полный сет-лист выступления составили следующие композиции (в порядке исполнения): «Без шансов», «Скандал», «Ощущенья», «Небомореоблака», «Прогулка», «Сигареты», «Главное», «Мачо», «Я полюбила вас», «Австралия», «Деньги», «Кто?», «Ромашки», «Блюз» и «Хочешь?».
Информационное агентство РИА Новости сообщало, что «публика приняла певицу с восторгом, оккупировав, в лучших зарубежных традициях, не только всё пространство перед сценой, но и прилегающие склоны». Сергей Мудрик в журнале Fuzz также отмечал, что выступление певицы собрало наибольшее количество публики. У журналиста остались смешанные впечатления от выступления, причины которых он видел в том, что Земфира исполнила слишком разнообразный «букет» песен, собранный из разных программ. Никита Новиков из радиостанции «Голос России» писал, что исполнение вышло невыразительным и Земфире «даже не всегда удавалось петь в полную силу». Объяснением этого послужило признание певицы, что она давно не выступала вживую и существовали проблемы со звуком. Михаил Марголис в «Известиях» посчитал, что «старые вещи Земфира продолжает упорно упаковывать в скупую холодную электронику с индустриальным, а порой и трип-хоповым отблеском». Тем не менее он отмечал, что в выступлении были видны зачатки новой концертной программы, которая начала обретать свой эмоциональный фон.

## Список композиций
- Цифровой сингл[1]

1. Без шансов (Radio Edit) — 2:28

## Участники записи
В работе над песней принимали участие:

| - Земфира — вокал, автор, продюсирование, программирование, акустическая гитара, микширование - Андрей Самсонов — сопродюсирование, звукорежиссёр, программирование, микширование, мастеринг - Роман Литвинов — fx, программирование - Дмитрий Демур Емельянов — гитара - Алексей Беляев — бас | - Дэн Маринкин — барабаны, перкуссия - Павло Шевчук — звукорежиссёр - Алексей Белый — инженер записи - Александр Бахирев — инженер записи - Борис Истомин — мастеринг |  |

## Чарты
| Страна/территория (Чарт)        | Высшая позиция |
| ------------------------------- | -------------- |
| Красная звезда. Народный чарт   | 2              |
| Красная звезда. Экспертный чарт | 1              |
| Красная звезда. Чарт продаж     | 12             |
| Красная звезда. Сводный чарт    | 39             |
| Красная звезда. Радиочарт       | 78             |

## Награды и номинации
| Год  | Награда        | Номинированная работа | Категория | Результат |
| ---- | -------------- | --------------------- | --------- | --------- |
| 2012 | Чартова дюжина | «Без шансов»          | Музыка    | Победа    |
| 2012 | Чартова дюжина | «Без шансов»          | Поэзия    | Номинация |
| 2012 | Чартова дюжина | «Без шансов»          | Песня     | Номинация |

### Рейтинги и списки
| Издание    | Страна | Рейтинг/список                          | Год  | Источник |
| ---------- | ------ | --------------------------------------- | ---- | -------- |
| «Афиша»    | Россия | «Итоги 2011: Песни года»                | 2011 | [ 4 ]    |
| Apelzin.ru | Россия | «100 лучших песен 2011 года» (56 место) | 2011 | [ 29 ]   |